# Mylabris quadripunctata
El escarabajo de cuatro puntos (Mylabris quadripunctata) es una especie de coleóptero polífago de la familia Meloidae común en el sur de Europa, incluyendo la península ibérica. Tiene una subespecie llamada Mylabris quadripunctata mesoasiatica.

## Características

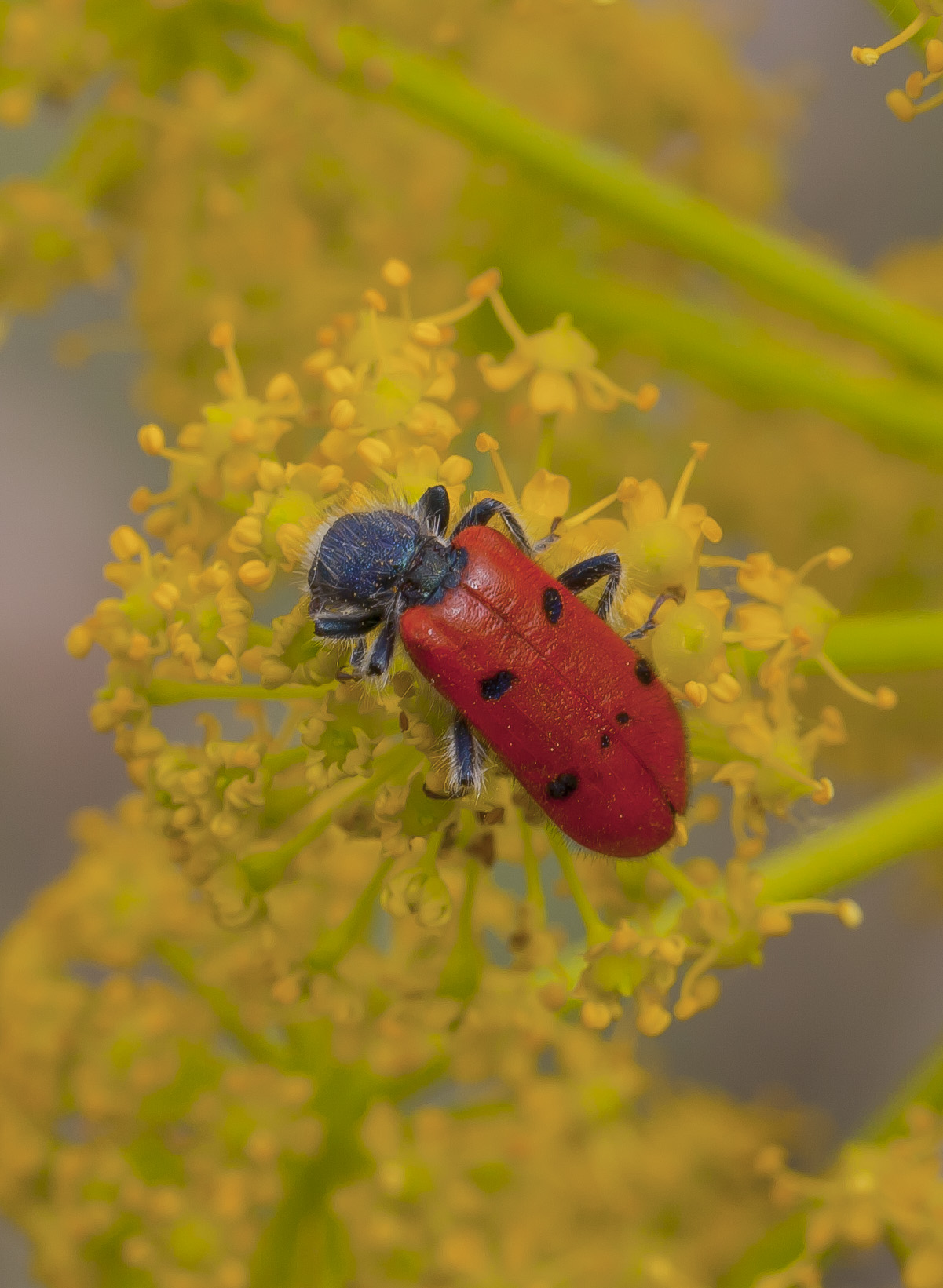
En búsqueda de alimento.

Tienen un tamaño entre 13 y 16 milímetros. Los élitros son rojos y tienen cada uno 4 manchas negras y una banda negra en el abdomen.

## Distribución
Estos coleópteros son comunes en el mediterráneo y prefieren sitios soleados y con muchas flores ya que se alimentan de polen. Vuelan entre junio y octubre.

## Ciclo biológico
Como muchos de los coleópteros Meloidae tiene un ciclo biológico muy complejo. La ovoposición tiene lugar en el suelo. Las larvas se alimentarse de huevos de saltamontes, o de huevos, larvas y provisiones de himenópteros que anidan en el suelo.